# Petroglyph Games
Petroglyph Games is een computerspeluitgever en -ontwikkelaar. Het bedrijf werd opgericht in 2003 door een groep oud-Westwood Studios-medewerkers, nadat Westwood Studios was opgeheven.
Petroglyph Games is vooral bekend om zijn real-time strategy-spellen.

## Lijst van spellen

### Ontwikkelde spellen
- Star Wars: Empire at War (2006)
- Star Wars: Empire at War: Forces of Corruption (2006)
- Universe at War: Earth Assault (2007)
- Panzer General: Allied Assault (2009)
- Panzer General: Russian Assault (2010)
- Guardians of Graxia (2010)
- Heroes of Graxia (2010)
- Mytheon (2010)
- Rise of Immortals (2011)
- Battle for Graxia (2012)
- Coin a Phrase (2013)
- Grey Goo (2015)
- 8-Bit Armies (2016)
- Forged Battalion (2018)

### Spellen in ontwikkeling
- Victory Command
- Command & Conquer: Tiberian Dawn (remastered) **
- Command & Conquer: Red Alert™ (remastered) **

** Deze worden geremasterd door de ontwikkelaars van de originele Command&Conquer-spellen (Petroglyph, hier werken nu veel voormalige werknemers van Westwood Studios) om de authenticiteit van de games te behouden. Ze doen dit in samenwerking met EA en Lemon Sky Studios. 